# Turó d'en Gras
El Turó d'en Gras és una muntanya de 286 metres que es troba entre els municipis de Barcelona, a la comarca del Barcelonès i de Cerdanyola del Vallès, a la comarca del Vallès Occidental.
Al cim podem trobar-hi un vèrtex geodèsic (referència 289123021), i molt proper un segon vèrtex (referència 289123027).